# Charitina Korotkiewicz
Charitina Jewstafjewna Korotkiewicz z d. Wierchozina ros. Харитина Евстафьевна Короткевич (ur. 23 września?/5 października 1882 we wsi Piestierowo, gubernia tobolska, zm. 3 października 1904 w Port Artur) – żołnierz armii rosyjskiej, jedyna kobieta uczestnicząca w obronie Port Artur w 1904 roku.

## Życiorys
Urodziła się w rodzinie chłopskiej we wsi Piestierowo. Straciła matkę w wieku 6 lat. Jej ojciec Jewstafij był staroobrzędowcem-pomorcem i zginął w czasie masakry nad Leną (4 kwietnia 1912). 
Mając 15 lat zaczęła pracować w bufecie na stacji kolejowej Barym. Tam poznała Jakowa Korotkiewicza, z którym 27 października 1902 wzięła ślub. Małżeństwo adoptowało osieroconego chińskiego chłopca.
Po wybuchu wojny rosyjsko-japońskiej Jakow Korotkiewicz został powołany jako rezerwista do odbycia służby wojskowej i trafił do 13 wschodniosyberyjskiego pułku piechoty. W tym czasie Charitina zajmowała się domem, ale 27 lutego 1904 przyjechała wraz z dzieckiem w odwiedziny do męża. Kolejna wizyta nie doszła do skutku, bo kobietę zatrzymali żołnierze z posterunku wojskowego w Harbinie. Charitina przebrała się w mundur kolejarski, ostrzygła się po męsku i z początkiem kwietnia dotarła do pułku, w którym służył jej mąż. Kiedy pułk wyruszył w kierunku Qinzhou, Charitina nie chcąc opuszczać męża wstąpiła na ochotnika do armii jako Chariton Korotkiewicz.
6 sierpnia 1904 Jakow Korotkiewicz został ciężko ranny w bitwie i odesłany do szpitala polowego. Charitina dotarła do męża i przez 2 tygodnie opiekowała się nim w szpitalu. Kiedy poczuł się lepiej, wróciła na front. W czasie wrześniowych walk wyróżniła się odwagą, kiedy pod ogniem nieprzyjaciela wynosiła rannych z pola bitwy. Na rozkaz dowódcy 2 batalionu, kapitana Gusakowskiego, Charitina wykonywała zadania gońca, kilkakrotnie uczestnicząc w potyczkach z Japończykami.
3 października 1904 wojska japońskie rozpoczęły zmasowany ostrzał szrapnelami pozycji 13 pułku piechoty. Kapitan Gusakowski przygotował raport o stratach podległych mu oddziałów, z prośbą o posiłki. Raport do sztabu pułku miała dostarczyć Charitina Korotkiewicz. Kiedy opuściła blindaż, przed okopem wybuchł pocisk artyleryjski, który rozerwał ciało kobiety. Została pochowana z honorami wojskowymi w Port Artur, we wspólnej mogile. Na wniosek rannego kapitana Gusakowskiego, Charitinę Korotkiewicz odznaczono pośmiertnie za męstwo Krzyżem świętego Jerzego.

## W kulturze
Charitina Korotkiewicz pojawia się na kartach powieści Aleksandra Stiepanowa Port Artur, choć fakty z biografii bohaterki powieści nie zgadzają się z pierwowzorem.